# Tamamo-no-Mae
Tamamo-no-Mae (玉藻前, 玉藻の前, 玉藻御前?) es una figura legendaria en la mitología japonesa. En el Otogizōshi, una colección de prosa japonesa escrita en el período Muromachi, Tamamo-no-Mae era una cortesana bajo el Emperador Konoe de Japón (que reinó desde 1142 hasta 1155). También se decía que era la mujer más bella e inteligente de Japón. El cuerpo de Tamamo-no-Mae misteriosamente siempre olía de manera maravillosa, y sus ropas nunca se arrugaban o ensuciaban. Tamamo-no-Mae no solo era hermosa, sino increíblemente culta en todas las materias. Aunque aparentaba ser de tan solo veinte años de edad, no había respuesta que no pudiese contestar, ya sea de música, religión o astronomía. Debido a su belleza e inteligencia, todos en la corte imperial la adoraban, incluido el emperador Konoe. 

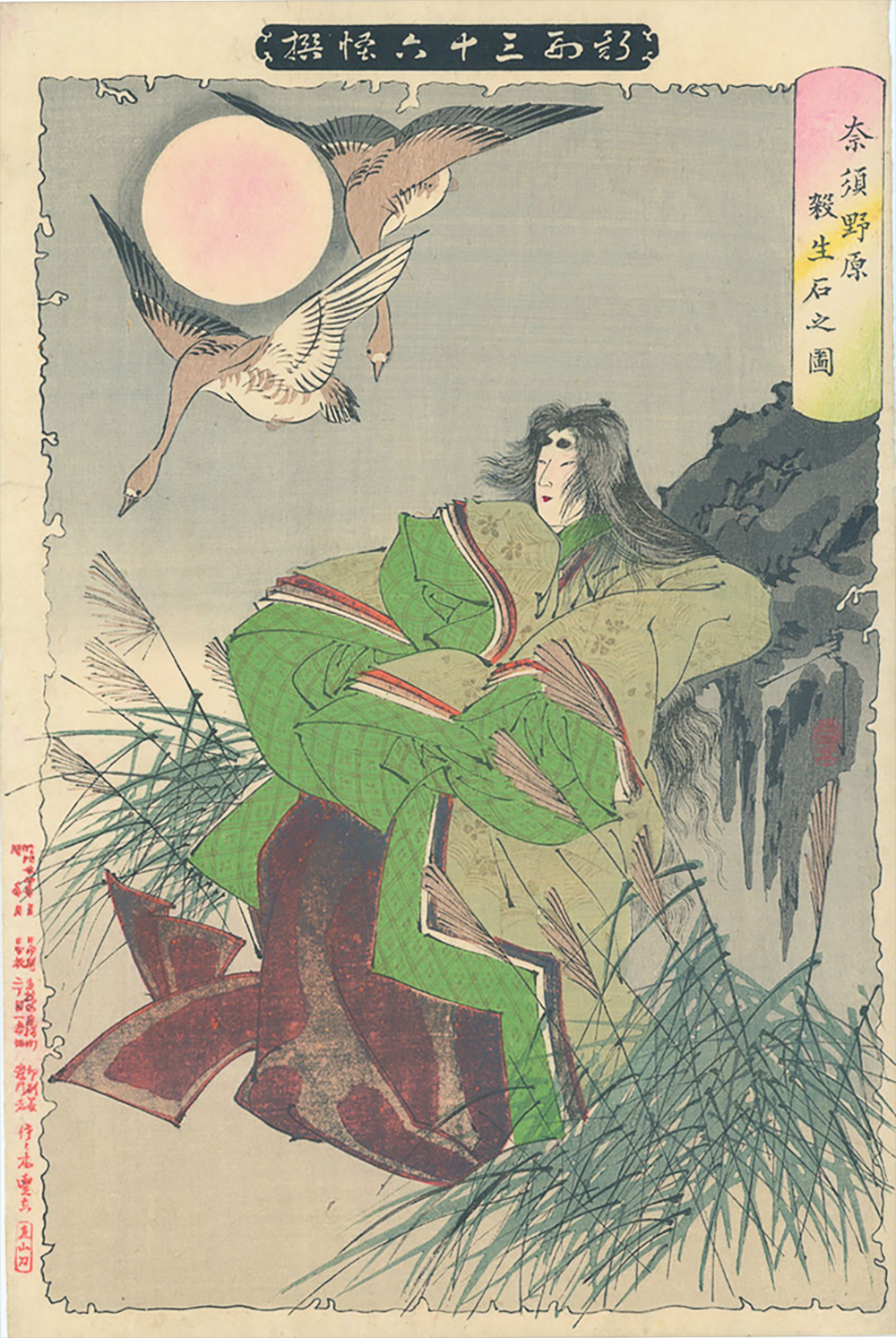
Tamamo-no-Mae. Impreso por Yoshitoshi.

Después de algún tiempo, con Konoe demostrando todo el tiempo su afecto a la hermosa Tamamo-no-Mae, el emperador repentinamente cayó enfermo. Fue a muchos sacerdotes y adivinos para buscar respuestas. Pero no tenían ninguna para ofrecer. Finalmente, un astrólogo, Abe no Yasuchika, le dijo al emperador que Tamamo-no-Mae era la causa de su enfermedad. El astrólogo explicó que la hermosa joven era de hecho una especie de zorro de nueve colas (kitsune) trabajando para un maligno daimyo, que quería hacerlo enfermar para tomar el trono. Luego de esto, Tamamo-no-Mae desapareció de la corte.
El emperador ordenó a Kazusa-no-suke y Miura-no-suke, los guerreros más poderosos de ese tiempo, que cazaran y mataran al zorro. Después de eludir a los cazadores durante algún tiempo, el zorro se apareció a Miura-no-suke en un sueño. Una vez más con la forma de la hermosa Tamamo-no-Mae, el zorro profetizó que Miura-no-suke lo mataría al día siguiente, y tras ello le rogó por su vida. Miura-no-suke rehusó.
Temprano al día siguiente, los cazadores encontraron al zorro en la llanura de Nasu, y Miura-no-suke disparó y mató a la mágica criatura con su flecha. El cuerpo del zorro se volvió la Sessho-seki (殺生石) o Piedra Asesina, que mata a todos los que entran en contacto con ella. El espíritu de Tamamo-no-Mae se transformó en gas venenoso que embrujó a la piedra.

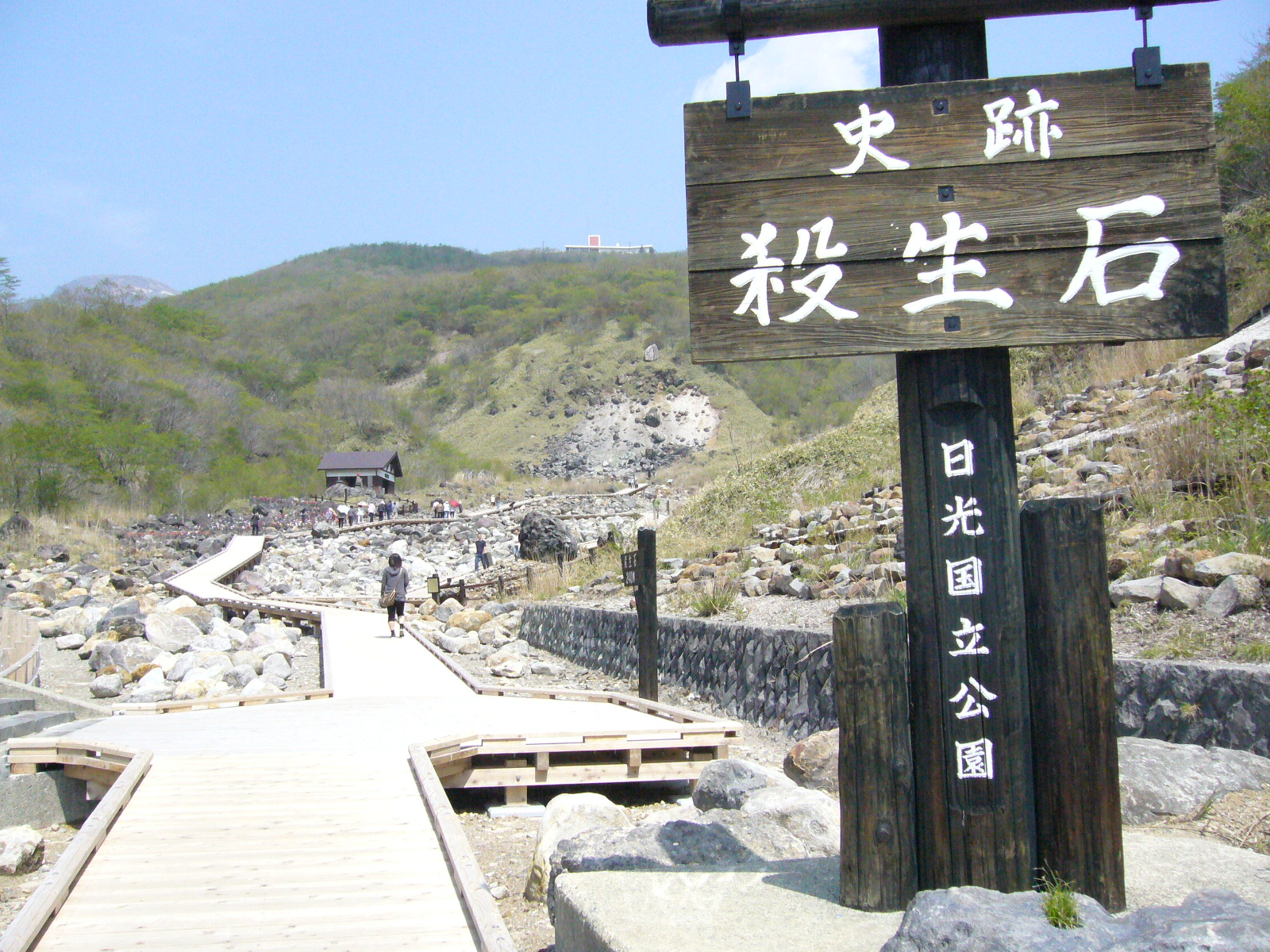
Sessho-seki, Nasu, Tochigi

Hasta que un monje budista llamado Genno paró para descansar cerca de la piedra y al darse cuenta de que la piedra estaba envenenada, realizó ciertos rituales espirituales, y rogó por su salvación espiritual, hasta que finalmente el espíritu de Tamamo-no-Mae pudo descansar. 
La piedra se partió en dos el 5 de marzo de 2022.Se habían visto grietas en la piedra varios años antes de la división, lo que posiblemente permitió que el agua de lluvia penetrara y la debilitara, por lo que es muy probable que la piedra se agrietara naturalmente.Sin embargo algunos especularon con humor que esto había liberado a Tamamo-no-Mae, y las redes sociales en Japón predijeron que se habían liberado fuerzas oscuras.
En el famoso libro de Matsuo Bashō Oku no Hosomichi, Bashō cuenta haber visitado a la piedra en Nasu.
La leyenda de Tamamo-no-Mae forma la base de ambos el drama noh Sessho-seki ("La Piedra Asesina") y la obra kabuki Tamamo-no-Mae (o La Hermosa Bruja Zorro).